# 国道1号線 (韓国)
国道1号線（こくどういちごうせん）または国道第一号木浦新義州線（こくどうだいいちごうせんモッポシンウィジュせん）は、大韓民国全羅南道木浦市と京畿道坡州市を結ぶ全長509.9kmの韓国の国道である。書類上での終点は平安北道新義州市となっており、書類上の総延長は1,068.3kmとなっている。
坡州市の臨津閣から板門店までの区間は統一路（トンイルロ）と指定され、アジアハイウェイ1号線()の一部となっている。

## 歴史
李氏朝鮮時代から、現在の国道1号線の区間の内水原 - 漢城（ソウル）間や漢城 - 義州間は主要な街道となっていた。特に漢城から義州に至る街道は義州路と呼ばれ、中国との重要な交通路であった。
街道が本格的に整備されるのは日本統治時代になってからのことで、木浦 - 新義州間が国道1号線に指定され、新作路と呼ばれた。朝鮮総督府は新作路のルートを決める際、大部分は李氏朝鮮時代の街道をそのまま踏襲したが、各都市を直線で結ぶため一部区間ではルートの変更を行った。
朝鮮戦争後、国道1号線も南北に分断された。そのため、長い間坡州市の臨津閣が国道1号線の終点となっていたが、2000年に工事が完了し、北朝鮮の開城市まで延伸された。韓国国内でも国道1号線の改良工事が進められ、一部区間が4車線に拡張された。

## 通過する都市
| 道、特別市、広域市 | 市、郡             | 区間 距離 (km) | 基点 距離 (km) | 註            |
| ------------------ | ------------------ | -------------- | -------------- | ------------- |
| 全羅南道           | 木浦市             | -              | 0.0            | 国道1号線起点 |
| 全羅南道           | 務安郡             | 8.5            | 8.5            |               |
| 全羅南道           | 咸平郡             | 21.6           | 30.1           |               |
| 全羅南道           | 羅州市             | 9.8            | 39.9           |               |
| 光州広域市         | 光州広域市中心部   | 29.8           | 69.7           |               |
| 全羅南道           | 長城郡             | 21.7           | 91.4           |               |
| 全羅北道           | 井邑市             | 43.7           | 135.1          |               |
| 全羅北道           | 金堤市             | 37.1           | 172.2          |               |
| 全羅北道           | 全州市             | 13.9           | 186.1          |               |
| 全羅北道           | 完州郡             | 13.6           | 199.7          |               |
| 全羅北道           | 益山市             | 2.3            | 202.0          |               |
| 忠清南道           | 論山市             | 20.2           | 222.2          |               |
| 忠清南道           | 公州市             | 46.6           | 268.8          |               |
| 忠清南道           | 世宗特別自治市     | 13.2           | 282.0          |               |
| 忠清南道           | 天安市             | 37.7           | 319.7          |               |
| 京畿道             | 平沢市             | 34.9           | 354.6          |               |
| 京畿道             | 烏山市             | 20.5           | 375.1          |               |
| 京畿道             | 華城市             | 9.7            | 384.8          |               |
| 京畿道             | 水原市             | 3.7            | 388.5          |               |
| 京畿道             | 義王市             | 12.8           | 401.3          |               |
| 京畿道             | 安養市             | 4.2            | 405.5          |               |
| ソウル特別市       | ソウル特別市中心部 | 10.0           | 415.5          |               |
| 京畿道             | 高陽市             | 27.3           | 442.8          |               |
| 京畿道             | 坡州市中心部       | 13.1           | 455.9          |               |
| 京畿道             | 坡州市文山邑       | 8.8            | 464.7          |               |
| 京畿道             | 終点               | 29.6           | 494.3          | 国道1号線終点 |

## 自動車専用道路区間
国道1号線には国土交通部が指定した自動車専用道路区間が存在し、区間内では歩行者や自転車は通行できない。自動二輪車(オートバイ)は緊急自動車(白バイなど)を除いて通行することはできない。
- 西部幹線道路（朝鮮語版）(10.8km, 1989年2月13日 指定)
- 完州郡 九耳面 トゥヒョン里 - 全州市 徳津区 龍亭洞(17.5km, 2004年7月5日 指定)
- 全州市 徳津区 龍亭洞 - 益山市 王宫面 オンス里(5.3km, 2004年7月5日 指定)
- 羅州市 多侍面 ポカム里 - 旺谷面 チャンサン里(8.9km, 2004年9月13日 指定)
- 羅州市 旺谷面 チャンサン里 - 金川面 ソクチョン里(10.6km, 2004年9月13日 指定)

## 参考サイト
- 主要統計|国土海洋部 2010年11月20日参照